# Yonela Ngxingolo
Pas d'image ? Cliquez ici

b Matchs officiels uniquement.
Yonela Ngxingolo est une joueuse internationale de rugby à XV sud-africaine née le 3 mars 1998, évoluant au poste de pilier.

## Biographie
Yonela Ngxingolo naît le 3 mars 1998. En 2022 elle joue pour le club de Border Bulldogs d'East London. Elle a déjà 18 sélections en équipe nationale quand elle est retenue en septembre 2022 pour disputer sous les couleurs de son pays la Coupe du monde de rugby à XV en Nouvelle-Zélande.